# Henry Home-Drummond-Moray
Pour les articles homonymes, voir Home, Drummond et Moray.
Henry Edward Stirling Home-Drummond-Moray (15 septembre 1846 - 16 mai 1911) est un militaire, homme politique et propriétaire terrien écossais.

## Biographie

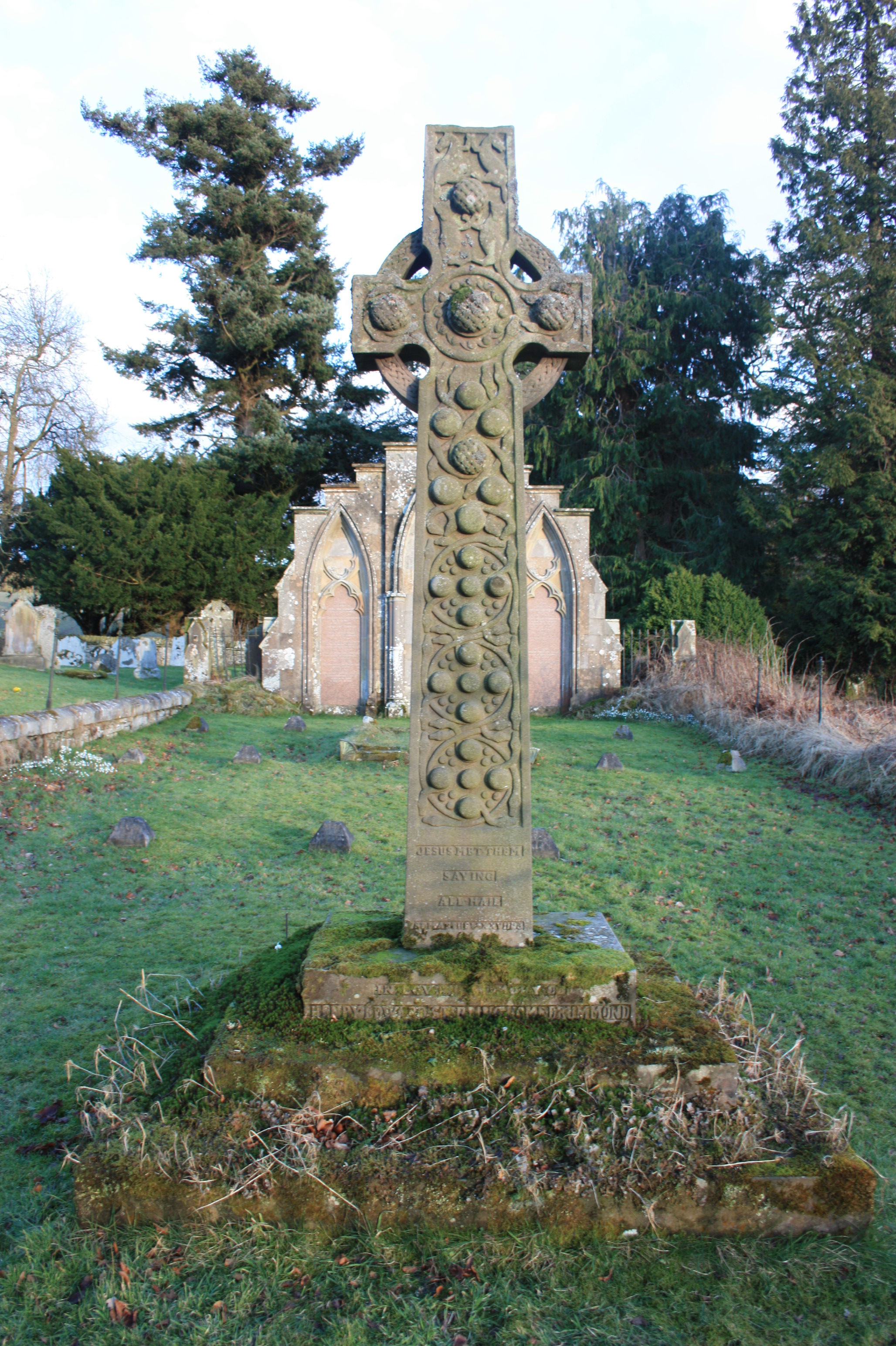
La tombe du lieutenant-colonel Henry Edward Stirling Home Drummond, Kincardine-in-Menteith

Fils de Charles Stirling Home-Drummond-Moray d'Abercairny et de Blair Drummond et de Lady Anne Douglas, fille du 5e marquis de Queensberry, il est né à Édimbourg et fait ses études au Collège d'Eton. Il sert dans les Scots Guards de 1866 à 1880, atteignant le grade de lieutenant-colonel.
En 1877, il épouse Georgina Emily Lucy Seymour (1848-1944), fille de Francis Seymour (5e marquis d'Hertford).
Il abandonne le nom de Moray en héritant de son père du domaine de Blair Drummond en 1891. Il est député conservateur du Perthshire de 1878 à 1880, et vice- lieutenant et président du Perthshire.
Il joue dans le but des Old Etonians lors de la finale rejouée de la FA Cup en 1875 . Sa position habituelle, cependant, est celle de demi-arrière .
Il est enterré à Kincardine-in-Menteith, à l'ouest de Blair Drummond, devant le grand monument familial Home-Drummond.